# C20orf197
C20orf197 (англ. Chromosome 20 open reading frame 197) – білок, який кодується однойменним геном, розташованим у людей на довгому плечі 20-ї хромосоми. Довжина поліпептидного ланцюга білка становить 126 амінокислот, а молекулярна маса — 14 459.
| 10         |  | 20         |  | 30         |  | 40         |  | 50         |
| ---------- |  | ---------- |  | ---------- |  | ---------- |  | ---------- |
| MVALFQHSPY |  | WQADGYGHSH |  | RLKCQHFKQH |  | RQYNDKLEIS |  | SNLGPQFNAL |
| LNILLNIVHP |  | TLSHDTRRSK |  | GLKIEGLLQS |  | RELGNSWTVT |  | MCIWVLKALQ |
| SSAPNKPLDW |  | LDPMPCFQNL |  | LARGTP     |  |            |  |            |

A: Аланін

C: Цистеїн

D: Аспарагінова кислота

E: Глутамінова кислота

F: Фенілаланін

G: Гліцин

H: Гістидин

I: Ізолейцин

K: Лізин

L: Лейцин

M: Метіонін

N: Аспарагін

P: Пролін

Q: Глутамін

R: Аргінін

S: Серин

T: Треонін

V: Валін

W: Триптофан

Задіяний у такому біологічному процесі, як альтернативний сплайсинг. 